# 景流
景流（カゲリュウ）は日本の剣術流派。
流祖は山本久弥正勝（やまもと ひさや まさかつ）。

## 概要
『旧柳河藩志』では、
慶長元年正月、片山伯耆守は7日7夜、愛宕山に気籠して、只1本にて勝負を決せんことを祈願せしに、満時に及んで夢中老僧枕辺に来りて即ち一流を授く。刀鞘を出る殺那既に敵を両分するの法なり。電光の陰を切付け、抜打ちに切ることを得る。仍って之を名付けて景流居合と云ふ。伯耆守之を山本久弥正勝に授く。

寛永4年9月25日、正勝其の秘術皆伝を柳河藩士渡辺幸次に授く。柳河藩の居合は皆この景流にして此の秘術を柳河へ遣せしは、幸次を以って嚆矢（こうし）とす。
とある（幸次は島原の乱にて銃弾を胸部、腹部に浴びて戦死する）。
景流では、多くの太刀が短く磨りあげられた徳川時代を通しても、流祖以来昔のまま長い刀で、現在まで伝えられている。
現在も福岡県にてその流儀が継承されている。
また同名で海外にカゲリュウ（長剣抜刀術景流と名称がついている）が存在するが、異なる流派とされており、その系譜は明らかにされていない。

## 特徴
長刀 （三尺二寸～三尺三寸）を用いられる。
演武では四尺にもなる長刀を抜く場合もある。
長い刀で修錬しておけば普通の刀は手足の如く自由に使えると言われ、今なおその伝承に習っており、技は全部で65本程あったとされているが、一部失伝したのか現在では36本が伝えられている。
大小二本を差し右膝を立てた座り方で、（甲冑を着用していた頃の名残か）刀は兜の前立に当たらぬように振りかぶりすべて右手による片手斬りで、斬り下ろす時に左右の足を踏み換える技が多く見られる。
また業の中には跳躍や刀剣を投擲するなど、他流ではあまり見られない独特な業も見られる。

## 系譜
初代：山本久弥正勝
二代目：清野 秀元 ｜ 渡辺幸次（島原の乱で戦死）
三代目：真玉 随可
四代目：山崎 無善
五代目：鯰江伝右衛門
六代目：渡辺幸成（百）はげむ
七代目：渡辺幸猛
八代目：渡辺幸嗣
九代目：問註所（町野）謙三郎
十代目：問註所武雄
十一代目：問註所幸寿
十二代目：大津山道治